# 巴塔利亚
巴塔利亚是巴西阿拉戈斯州的一个市镇。总面积322.5平方公里，总人口16919人，人口密度52.5人/平方公里。